# Миленино (Курская область)
Миле́нино — село в Фатежском районе Курской области. Административный центр Миленинского сельсовета.

## География
Расположено в центре Фатежского района, на правом берегу реки Усожи (левый и самый крупный приток Свапы), в 106 км от российско-украинской границы, в 44 км к северо-западу от Курска, в 1,5 км к востоку от районного центра — города Фатеж.
Климат
Миленино, как и весь район, расположено в поясе умеренно континентального климата с тёплым летом и относительно тёплой зимой (Dfb в классификации Кёппена).
Часовой пояс
Село Миленино, как и вся Курская область, находится в часовой зоне МСК (московское время). Смещение применяемого времени относительно UTC составляет +3:00.

## История
В начале XX века в одном из миленинских огородов была найдена римская монета, датируемая 172 годом нашей эры. Данный вид монет использовался в VII—IX веках при расчётах славянских племён с соседями, что позволяет судить о заселённости этой местности уже в то время. Поселение на месте нынешнего Миленина существовало в XIV—XV веках. Тогда эти территории подчинялись Великому княжеству Литовскому.
Современное Миленино документально известно с XVII века. Оно возникло раньше, чем соседняя деревня Глебово. Первозаимщиками Миленина были однодворцы Беловы, Гнездиловы (из д. Гнездилово), Емельяновы (из с. Солдатское), Кобелевы, Карцевы, Кононовы, Крюковы, Плохих (из с. Богоявленское) и Чаплыгины (из д. Чаплыгиной). Несколько позже в качестве зятьёв местных жителей здесь поселились однодворцы Павловы (из с. Солдатское), Сотниковы (из д. Колесниковой), Карамышевы. Также в 1-й половине XVII века в Миленино селились выходцы из Польши.
Первоначально носило название Меленино. Упоминается в 1676 году как одна из крупных деревень Усожского стана Курского уезда. К середине XVIII века в Миленино был построен православный храм, освящённый в честь Благовещения Пресвятой Богородицы. Во 2-й половине XVIII века в селе проживало около 1300 однодворцев и несколько сот владельческих крестьян. В 1779 году село было включено в состав Фатежского уезда.
Близость к уездному городу определила наличие большого количества поместий, сосредоточенных в селе. Самые крупные усадьбы принадлежали дворянам Батезатул, Булгаковым, фон Дистерло, Козловым, Коробкиным, Кошуровым, Никушиным, Ницкевич, купцам Гладковым, Барковым, Солнцевым и другим.
По данным 9-й ревизии 1850 года крестьянами села владели: штабс-ротмистр Иван Николаев (184 души мужского пола), жена унтер-офицера Анастасия Иосифова (3 д.м.п.), майор Иван Кишкин (30 д.м.п.), жена коллежского секретаря Вера Кошурова (11 д.м.п.),  Николай Кошуров (1 д.м.п.), жена титулярного советника Екатерина Марицкая (9 д.м.п.), жена коллежского регистратора Анастасия Прудковская (7 д.м.п.), жена губернского секретаря Александра Смирнова (1 д.м.п.), жена штабс-капитана Александра Субботина (4 д.м.п.), Марья Чурилова (6 д.м.п.), Елизавета Анненкова (1 д.м.п.), Наталья Анненкова (2 д.м.п.), жена титулярного советника Александра Булгакова (8 д.м.п.), жена прапорщика Екатерина Волжина (1 д.м.п.), подпоручик Василий Звягинцев (19 д.м.п.), капитан Иван Звягинцев (15 д.м.п.), поручик Пётр Звягинцев с братом (8 д.м.п.). В то время выделялось сельцо Благовещенское при селе Миленино. Его крестьянами владела жена коллежского регистратора Прасковья Широбокова (7 д.м.п.).
В 1861 году село было включено в состав Богоявленской волости Фатежского уезда. В 1862 году в бывшем казённом и владельческом селе Миленино было 166 дворов, проживало 1730 человек (853 мужского пола и 877 женского). В 1877 году в Миленино было 200 дворов, проживало 1222 человека. К этому времени здесь была открыта школа, а село стало административным центром Миленинской волости. В 1897 году в Миленино проживало 1 807 человек (876 мужского пола и 931 женского), а в 1900 году — 1 793 (895 мужского пола и 898 женского). 
В 1924—1928 годах в составе Фатежской волости Курского уезда. С 1928 года в составе Фатежского района. В 1937 году в селе было 107 дворов. Во время Великой Отечественной войны, с 25 октября 1941 года по февраль 1943 года, село находилось в зоне немецко-фашистской оккупации.

## Население
| 2002 | 2010 |
| ---- | ---- |
| 331  | ↘295 |

## Персоналии
- Поляков, Алексей Кузьмич (? — 1915) — участник Первой Мировой войны, кавалер трёх солдатских Георгиевских Крестов.

## Достопримечательности
- Храм Благовещения Пресвятой Богородицы 1890 года постройки.

## Инфраструктура
Личное подсобное хозяйство. В селе 118 домов.

## Транспорт
Миленино находится в 1 км от автодороги федерального значения М2 «Крым» (Москва — Тула — Орёл — Курск — Белгород — граница с Украиной) как часть европейского маршрута E105, в 27 км от автодороги регионального значения 38К-018 (Курск — Поныри), в 4 км от автодороги 38К-039 (Фатеж — 38К-018), на автодорогe межмуниципального значения 38Н-688 (Фатеж – Миленино), в 1,5 км от автодороги 38Н-210 (М-2 «Крым» – Зыковка – Малое Анненково – 38К-039), на автодороге 38Н-211 (38Н-210 – Бугры), в 28 км от ближайшей ж/д станции Возы (линия Орёл — Курск).
В 166 км от аэропорта имени В. Г. Шухова (недалеко от Белгорода).